# کلشترباخ
شهر کلشترباخ (به آلمانی: Kelsterbach) در ایالت هسن در کشور آلمان واقع شده‌است.